# Municipio de Wilson (condado de Alpena)
El municipio de Wilson (en inglés: Wilson Township) es un municipio ubicado en el condado de Alpena en el estado estadounidense de Míchigan. En el año 2010 tenía una población de 2029 habitantes y una densidad poblacional de 9,82 personas por km².

## Geografía
El municipio de Wilson se encuentra ubicado en las coordenadas 45°0′31″N 83°37′13″O / 45.00861, -83.62028. Según la Oficina del Censo de los Estados Unidos, el municipio tiene una superficie total de 206.69 km², de la cual 205,31 km² corresponden a tierra firme y (0,67 %) 1,38 km² es agua.

## Demografía
Según el censo de 2010, había 2029 personas residiendo en el municipio de Wilson. La densidad de población era de 9,82 hab./km². De los 2029 habitantes, el municipio de Wilson estaba compuesto por el 98,92 % blancos, el 0,15 % eran afroamericanos, el 0,34 % eran amerindios, el 0,05 % eran asiáticos, el 0,05 % eran isleños del Pacífico y el 0,49 % eran de una mezcla de razas. Del total de la población el 0,64 % eran hispanos o latinos de cualquier raza.